# Shaq Moore
Shaquell Kwame „Shaq” Moore (ur. 2 listopada 1996 w Powder Springs) – amerykański piłkarz  pochodzenia trynidadzko-tobagijskiego występujący na pozycji prawego obrońcy w klubie FC Dallas i reprezentacji Stanów Zjednoczonych.
Jego ojciec Wendell Moore występował w piłkarskiej reprezentacji Trynidadu i Tobago.